# Tetsuya Enomoto
Tetsuya Enomoto (Kanagawa, 2 mei 1983) is een Japans voetballer.

## Carrière
Tetsuya Enomoto tekende in 2002 bij Yokohama F. Marinos.